# 馬鳳圖
馬鳳圖（1888年—1973年），字健翔，生於清帝國直隸省天津府滄州孟村（今中華人民共和國河北省孟村回族自治縣），回族，武術家與中醫，通备武学体系的集大成者，擅長劈掛拳與八極拳。為中華武士會創辦者之一，曾任甘肅省政協委員。其弟馬英圖亦為著名武術家。

## 生平
馬鳳圖生於河北滄縣杨石桥，自幼跟隨其祖父與其父親學習摔跤與劈掛拳，也隨其舅父吳懋堂和孟村吳世柯學習八極拳。12歲拜黃林彪為師，學習鹽山劈掛與六合大槍，為孟村中極受重視的青年武術家。
1909年，考取天津北洋大学，加入同盟會。1910年，受同盟會燕支會命令，與形意拳家葉雲表等人成立中華武士會，被推舉為副會長兼總教習。
1912年，與其弟及八極拳家韓會清至東三省，與奉天三老（郝鳴九、胡奉三、楊俊峰）及山東螳螂拳家程東閣等人結為好友。
1920年，與其弟及其子馬廣達，至河南省加入馮玉祥的西北軍。1926年，與張之江在張家口創辦新武術研究會，並負責編寫馮玉祥部隊的武術課程，曾寫作《白刃戰術教程》。他在此時為西北軍部隊編出風磨棍、破锋八刀及劈掛拳第三路飛虎拳。
1926年，隨國民革命軍進入西北，任職於國民政府。1933年至1935年間，創辦甘肅省國術館與青海省國術館，此後淡出政界。1945年，擔任西北師院體育系兼職教授，此時編出劈掛拳第四路太淑拳。
1949年後，在甘肅省行醫。曾任甘肅省政協委員、甘肃省武术协会主席、甘肅省中醫協會主席等職。

## 家庭
其子馬廣達、马颖达、马贤达、马令达、馬明達。